# 丁二炔
丁二炔（butadiyne）也稱為聯乙炔（Diacetylene），其分子式C4H2，是高度不飽和的碳氫化合物，含有二個三鍵及三個單鍵，是分子量最小的聚炔烃，「聯乙炔」的名稱表示其中有二個碳-碳的雙鍵，而且可能是由乙炔製備，不過不表示這是乙炔的二聚體。

## 存在
曾在土衛六的大氣及CRL 618原行星雲中都發現丁二炔，原因是其特殊的振動模式韋斯特布魯剋星雲。丁二炔可能是土衛六的大氣中，由乙炔及乙炔自由基C2H反應而成，乙炔自由基則是因乙炔光解而產生，乙炔自由基會再攻擊乙炔中的三鍵，甚至在低溫下都可以進行。在月球上也曾發現丁二炔。

## 製備
丁二炔可以由1,4-二氯-2-丁炔在低溫下和氫氧化鉀反應的脱卤反应來製備：
ClCH2C≡CCH2Cl → HC≡C-C≡CH
2(三甲基矽基)保護的衍生物可以由(三甲基矽基)乙炔的卡迪奧-肖德凱維奇偶聯反應來製備：
2 TMS-C≡CH → TMS-C≡C-C≡C-TMS

## 延伸閱讀
- Maretina, Irina A; Trofimov, Boris A. . Russian Chemical Reviews. 2000, 69 (7): 591. doi:10.1070/RC2000v069n07ABEH000564.